# West Texas Intermediate

Spotpris för West Texas Intermediate jämfört med Brent crude.

West Texas intermediate (WTI), också känd som Texas light sweet, är en kvalitet av råolja som används som ett riktmärke för prissättning på oljemarknaden. WTI är en söt lättolja som huvudsakligen raffineras i Mellanvästern och Gulfkusten i USA. Söt innebär i detta sammanhang att oljan har svavelhalt på under 0,5 % och lättolja innebär att oljans densitet är förhållandevis låg. WTI är underliggande råvara för terminskontrakt på olja på New York Mercantile Exchange.
Priset för WTI är vanligen förekommande i nyhetsrapportering gällande oljepriset, vid sidan av Brent crude från Nordsjön. Andra oljekvaliteter som används som riktmärken vid prissättning är Dubai crude, Oman crude, Uralolja och OPEC Reference Basket.
WTI är lättare och sötare (lägre i svavelhalt) än Brentolja, och betydligt lättare och sötare än Dubaiolja eller Omanolja.
WTI-olja satte ett prisrekord 20 april 2020 då priset på terminer för leverans i maj 2020 föll under noll till följd av minskad efterfrågan i samband med coronaviruspandemin i kombination med höga kostnader för lagring av produktionsöverskottet.